# Iraqi Airways
Iraqi Airways (الخطوط الجوية العراقية) (code AITA : IA ; code OACI : IAW) est la principale compagnie aérienne de l'Irak. C'est aussi l'une des plus anciennes compagnies aériennes du Golfe. Cette compagnie est basée à Baghdad, Erbil, et Bassorah, elle effectue principalement des vols régionaux. Iraqi Airways est membre de Arab Air Carriers Organization. La compagnie figure sur la liste des transporteurs aériens interdits dans l'Union européenne.

## Histoire

### Les débuts

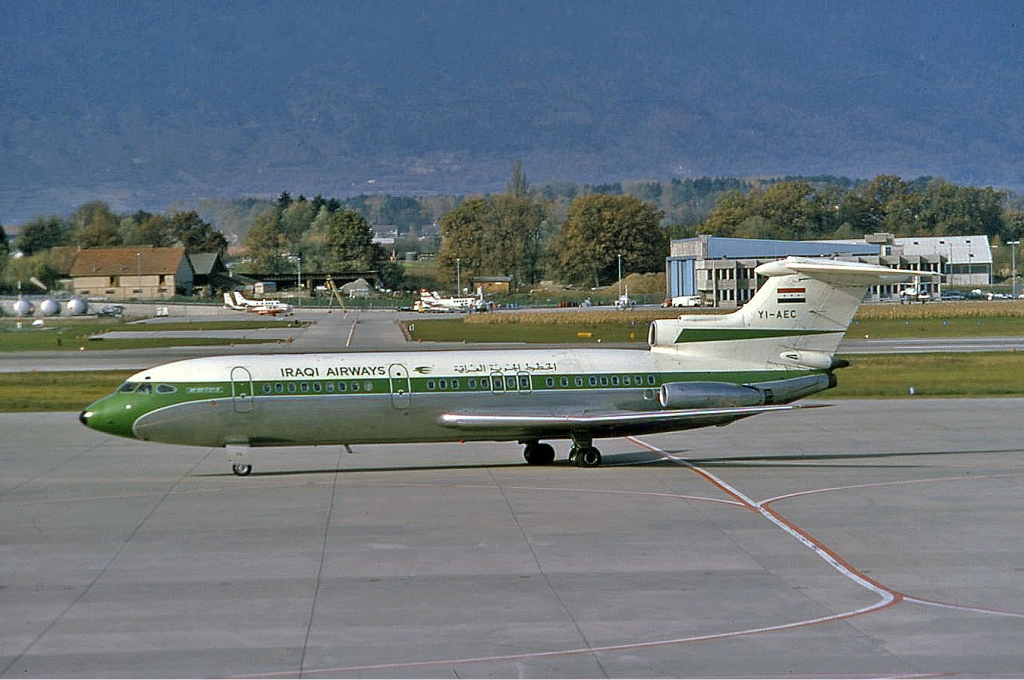
Hawker Siddeley Trident 1E Iraqi Airways en 1974

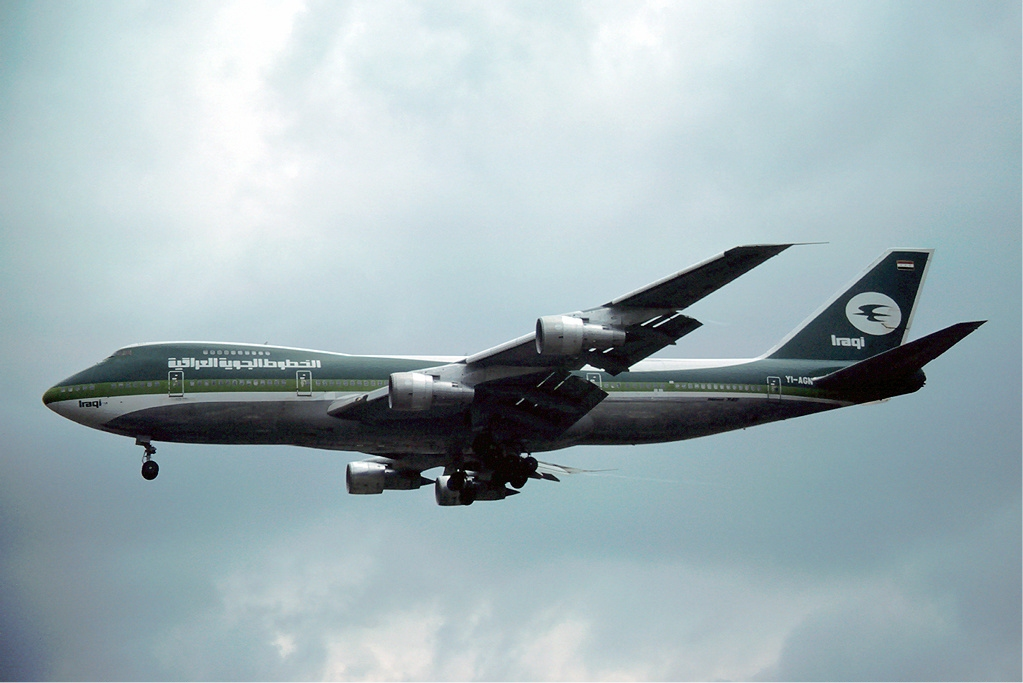
Boeing 747-200 Iraqi Airways en 1979

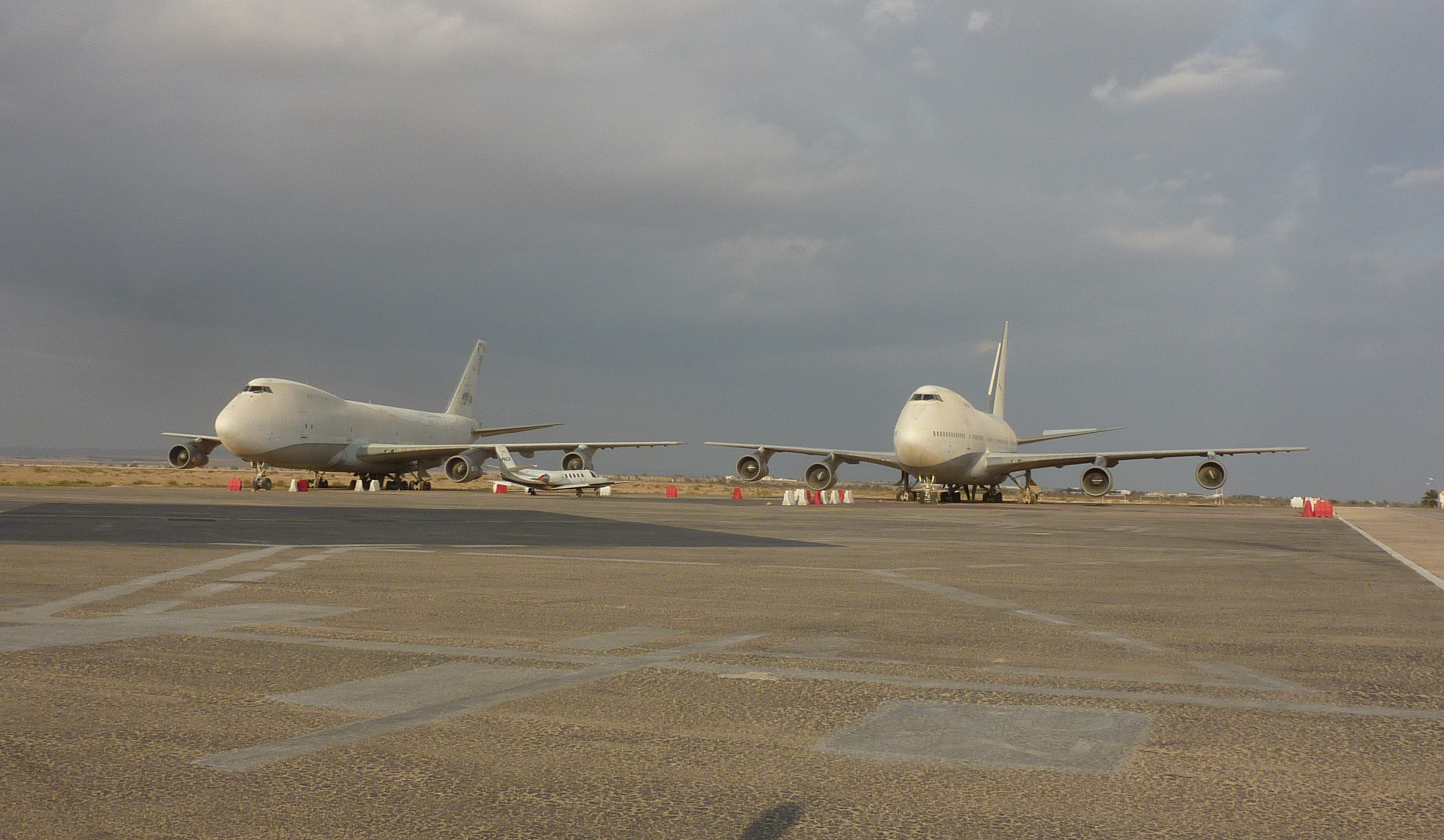
Boeings stationnés à Tozeur depuis 1990 en raison de l'embargo

La compagnie est créée en 1945 avec des De Havilland Dragon Rapide, remplacés à partir de 1955 par des Vickers Viscount. À partir des années 1960, la compagnie utilise des Tupolev Tu-124 et des Hawker Siddeley Trident lui permettant d'étendre son réseau au Moyen-Orient, à l'Afrique et à l'Europe. À la même époque, des avions cargo tel que l'Iliouchine Il-76 Candid sont utilisés. Pendant les années 1970, la compagnie utilise des Boeing 707, puis Boeing 747 pour des liaisons avec l'aéroport international John-F.-Kennedy. Les sanctions d'embargo s'appliquant aussi pour le transport aérien, Iraqi Airways n'eut aucun vol pendant cette période.

### Renaissance
Après la guerre en Irak, le 30 mai 2003, Iraqi Airways a annoncé son intention de reprendre les services internationaux. Une nouvelle société appelée Société irakienne Airways est créée pour se protéger contre les problèmes juridiques liés au régime de Saddam Hussein.
Le 3 octobre 2004 avec un vol entre Bagdad et Amman, Iraqi Airways signe son retour sur le marché international. C’est le 4 juin 2005 qu'Iraqi Airways a exploité son premier vol régulier intérieur depuis la chute de Saddam Hussein, ce vol fut assuré par un Boeing 727-200, avec 100 passagers à son bord entre Bagdad et la ville de Bassorah.
Le 6 novembre 2005, Iraqi Airways a effectué un vol en provenance de Bagdad vers Téhéran, en Iran, pour la première fois en 25 années. L'avion, comme avec le reste de la flotte, a été exploité en son nom par la compagnie Airlines Teebah.

#### En 2009
En mars 2009, Iraqi Airways a commencé ses premiers vols vers la Suède en presque dix-neuf ans. Le vol parti de Bagdad fut une escale à  Athènes pour rejoindre Stockholm le vol fut effectué par un Boeing 737-300 loué à Seagle Air.

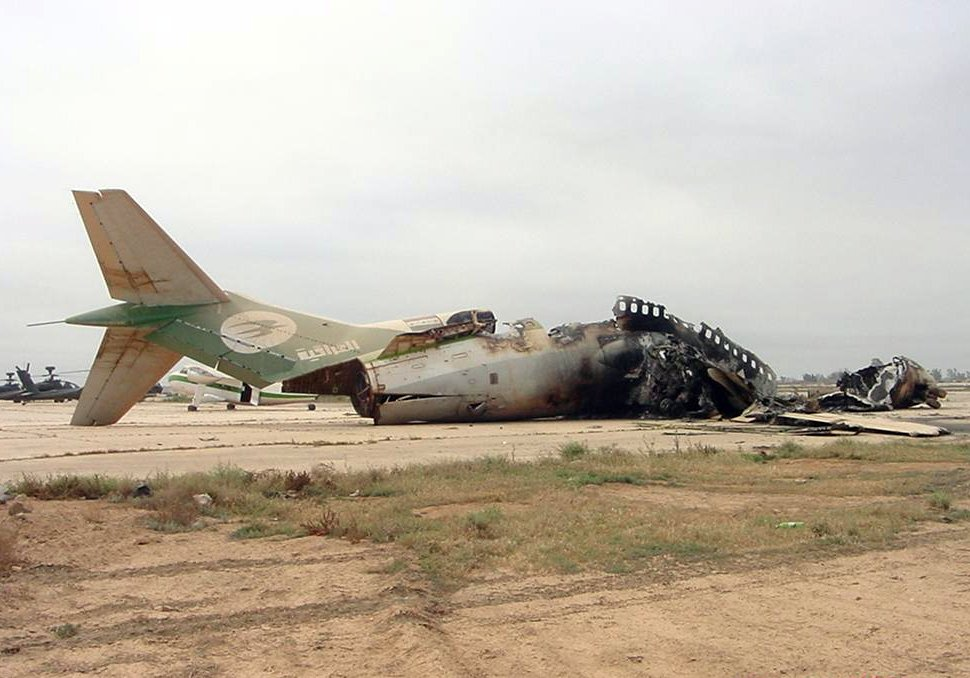
Un Boeing 727-200 de la compagnie détruit par les forces américaines lors de la guerre.

Le 22 juin 2009, il a été révélé qu'Iraqi Airways a conclu un accord avec les autorités de l'aviation britannique afin de reprendre directement les vols Bagdad-Londres (Gatwick), ils étaient censés commencer le 8 août 2009 en utilisant un Boeing 737-400 loué à Tor Air. Iraqi Airways a cependant des ambitions plus importantes de liaisons aériennes sur le continent européen.
Le 3 septembre 2009, Iraqi Airways a repris ses vols à destination de Bahreïn avec une cérémonie à l'aéroport international de Bahreïn.
Le 11 septembre 2009, Iraqi Airways a repris ses vols vers Doha, au Qatar à partir de Bagdad et Najaf après dix-huit ans d’arret.

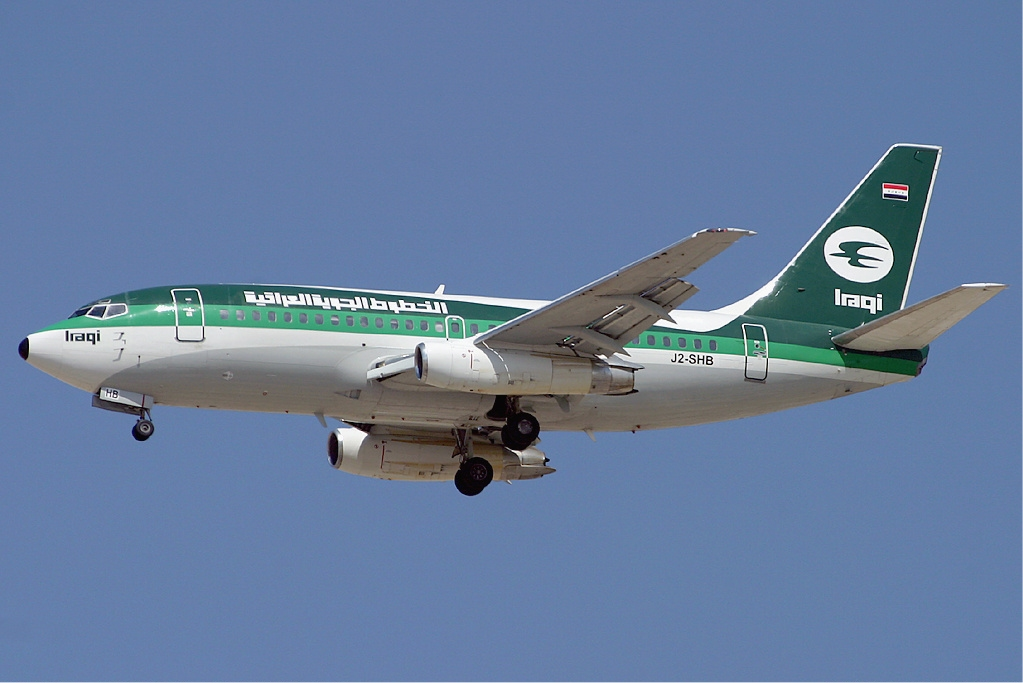
Iraqi Airways Boeing 737-200

Le 30 octobre 2009, Iraqi Airways informe qu’ils ont obtenu des droits de vol à destination de Malmö, en Suède. Ils s'attendent à ce que les vols commencent sous peu sans donner cependant plus d'indications.
Le 10 octobre 2009, Iraqi Airways a repris ses vols à Karachi, au Pakistan.
Le 30 octobre 2009, Iraqi Airways a commencé ses vols saisonniers à destination de Jeddah (Hajj).
Au cours de novembre 2009, Blue Wings, une compagnie aérienne allemande, a commencé à exploiter des vols vers Düsseldorf et Francfort, en Allemagne, au nom de Iraqi Airways. L'Allemagne est aujourd'hui la deuxième destination européenne, après la Grèce (aujourd'hui suspendue) et la Suède desservies par Iraqi Airways depuis la guerre en Irak.
Le 28 novembre 2009, Iraqi Airways a commencé les vols entre Bagdad et Malmö, en Suède via Erbil.
À la fin de 2009, Iraqi Airways a relancé son nouveau site web. Le nouveau site a une page où l’on découvre sa flotte, les horaires de vol, la carte des destinations, une rubrique news, des informations pour les passagers. Le site indique également qu'Iraqi Airways va relancer les vols à destination de Londres Heathrow avec 3 vols hebdomadaires.

#### En 2010
Le 13 janvier 2010, Blue Wings a cessé ses activités à la suite de son dépôt de bilan entraînant la fin de tous les vols Iraqi Airways exploités par celle-ci.
Le 25 avril 2010, Iraqi Airways a lancé des vols vers Londres Gatwick Airport via Malmö, en Suède. À la suite d’un différend avec le Koweït, une demande de saisie de l’avion fut demandée, le directeur de la compagnie se vit confisquer son passeport par les autorités britanniques, cependant l’avion ne put être saisi car n'appartenant pas directement à la compagnie Iraqi Airways mais à une compagnie de leasing,.
Le 26 mai 2010, Amer Abdul-Jabbar, ministre des Transports, de l'Irak, a déclaré que le cabinet avait décidé de dissoudre la compagnie au cours des trois prochaines années et de poursuivre les options privée pour éviter les réclamations de biens faites par le Koweït au cours de leur guerre 1990-1991.

#### En 2011
Au début de mai 2011, le Middle East Economic Digest a signalé, qu'une source irakienne "de très haut niveau" de chez Iraqi Airways confirmait la décision d'arrêter la dissolution du CCI.

## Destinations

### Actuelles
La compagnie dispose actuellement de 23 destinations à travers le monde.

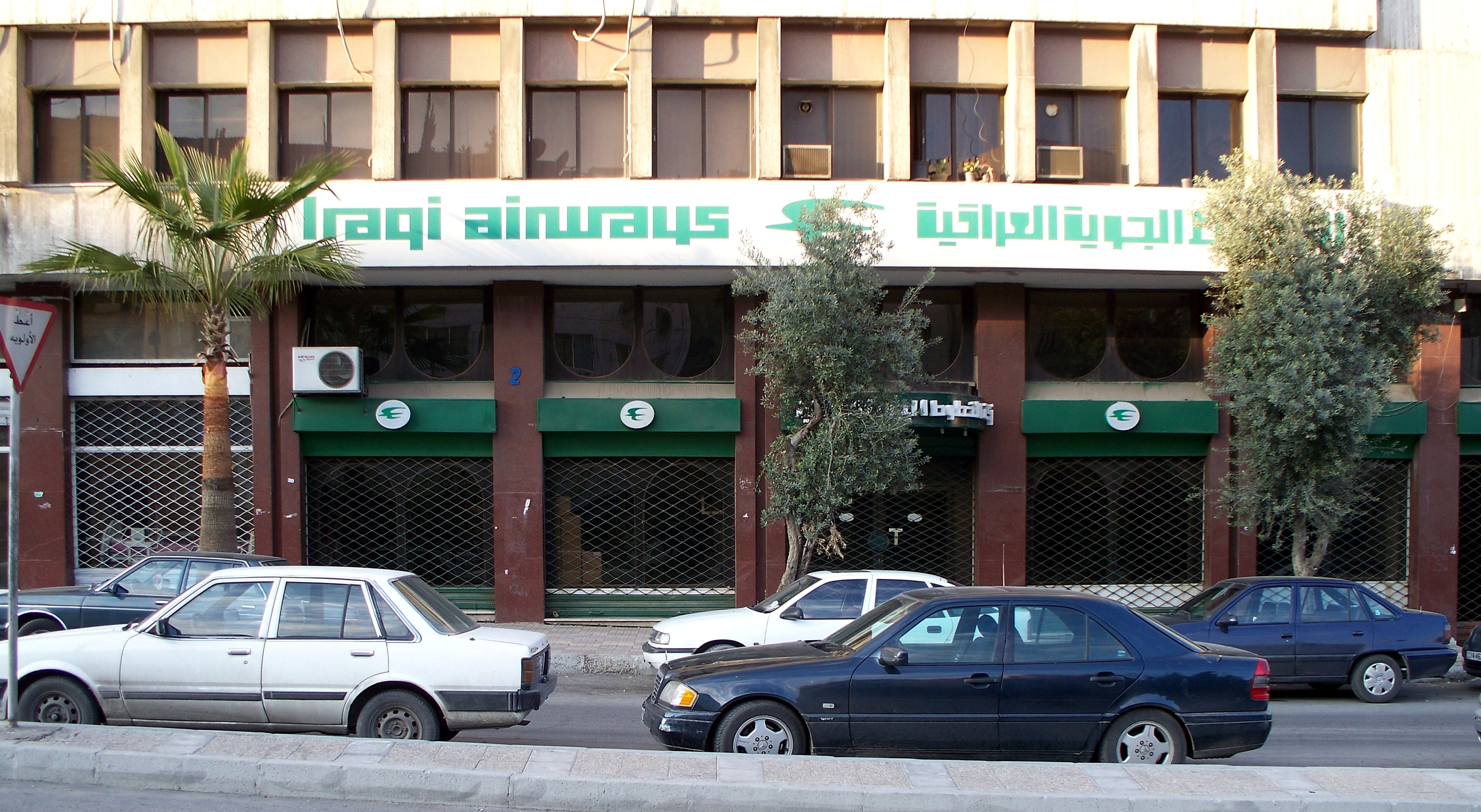
Agence Iraqi Airways à Amman, Jordanie.

- Najaf, Bassorah, Mossoul et Erbil, Irak.
- Amman, Jordanie[12].
- Londres, Angleterre.
- Bahrain, Bahrain.
- Beyrouth, Liban.
- Erevan, Arménie.
- Le Caire, Égypte[12].
- Damas, Syrie[12].
- Dubai, Émirats arabes unis[12].
- Francfort, Allemagne (cette ligne est saisonnière)[13].
- Karachi, Pakistan.
- Stockholm et Malmö, Suède.
- Téhéran, et Mashhad, Iran[12].
- Tunis,Tunisie
- Istanbul et Antalya, Turquie[12].
- Oman, Oman.
- Riyad et Jeddah (Hajj), Arabie saoudite.
- Copenhague, Danemark.
- Guangzhou, Chine

## Flotte

### Historique

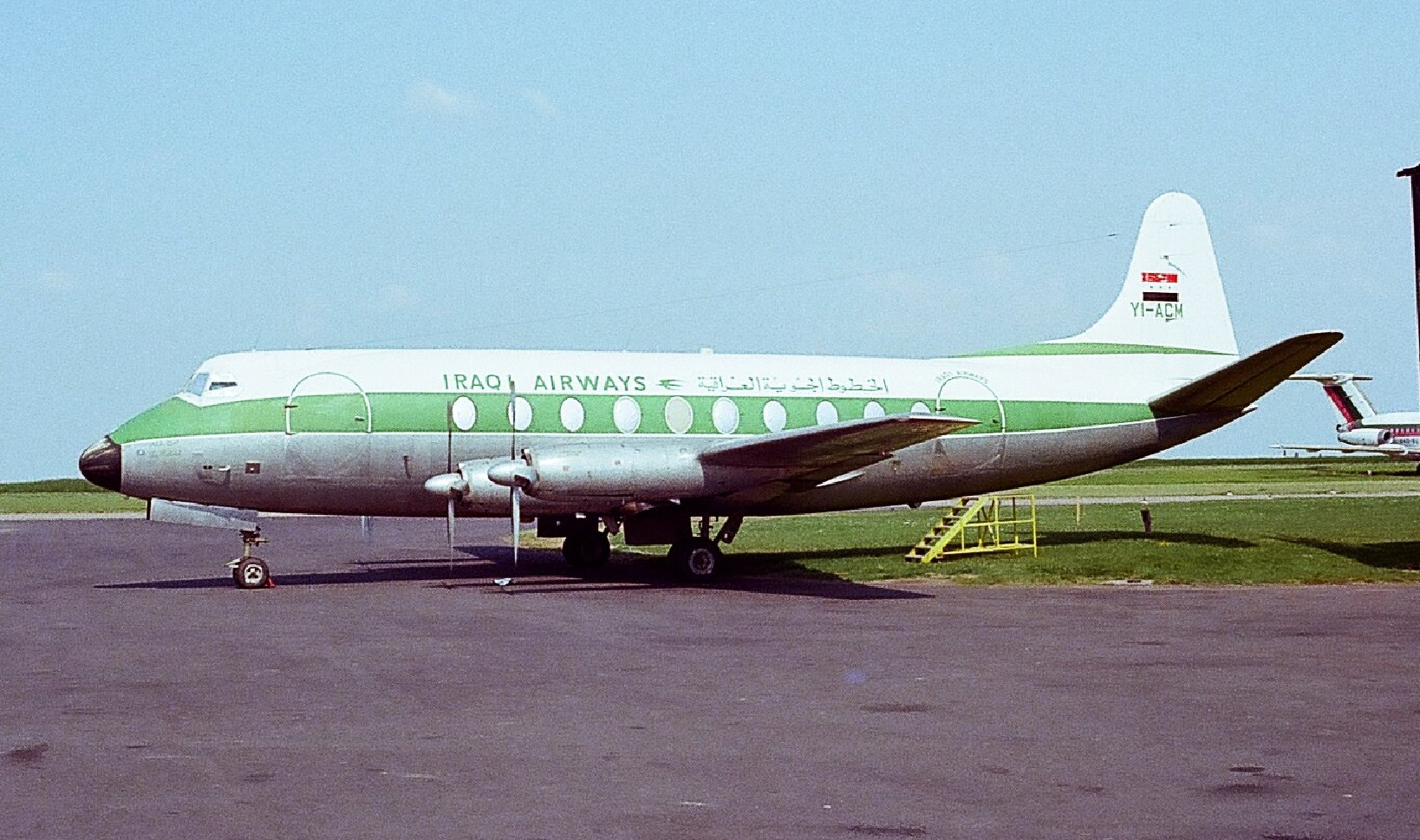
Iraqi Airways Vickers Viscount 735

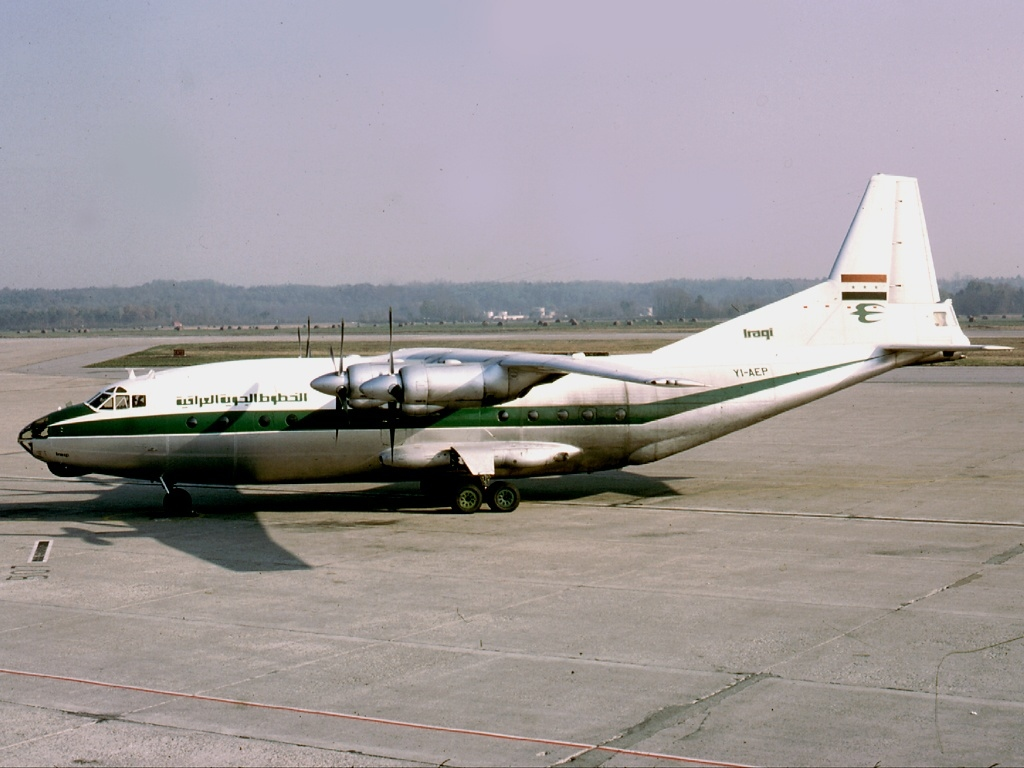
Iraqi Airways Antonov An-12BP

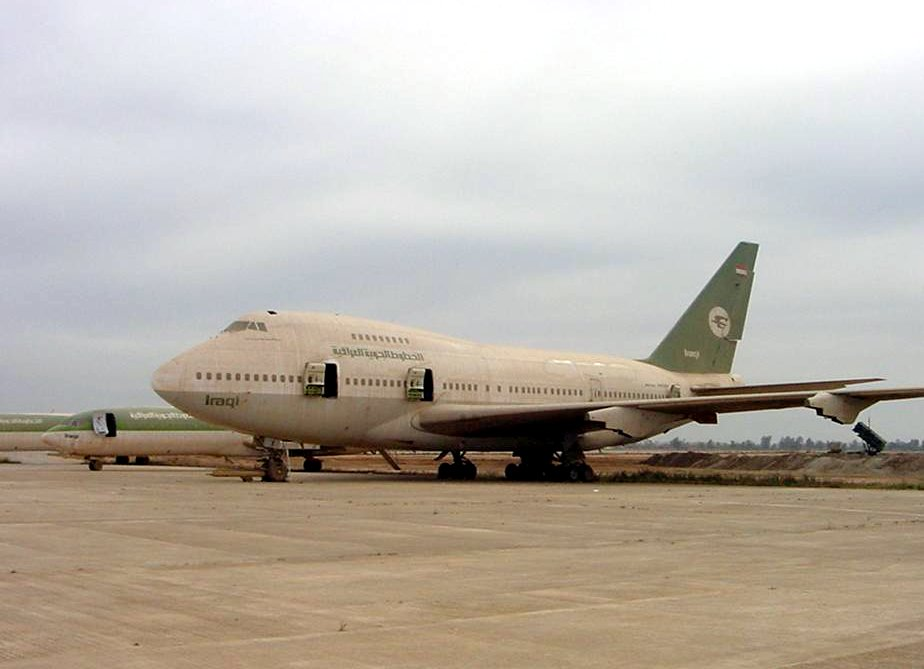
Iraqi Airways Boeing 747-SP

La flotte de Iraqi Airways était constituée d’avions du constructeur américain Boeing commandés au cours des années 1970, ces avions ont été utilisés jusqu’en 1990 date à laquelle les sanctions de l’ONU à l’encontre de l’Irak sont entrées en action. Jusqu’en 2003 ces avions ont été stockés en Tunisie, Jordanie et au Liban. Après la réorganisation de 2004, plusieurs Boeing 727 et 737 ont été restaurés en plus des avions loués a d’autres compagnies comme le Boeing 767. Au sein d’Iraqi Airways une multitude de type d’avions ont été exploités :
- Airbus A300B4/A300B4-600, A300C4-600, A300-600F
- Antonov An-12
- Antonov An-24
- Boeing 707-300
- Boeing 727-200
- Boeing 737-200
- Boeing 737-300
- Boeing 737-400
- Boeing 747-200C
- Boeing 747SP
- Boeing 767-200
- De Havilland DH.104 Dove
- Douglas DC-3/C-47
- Hawker Siddeley Trident
- Iliouchine Il-76
- Lockheed JetStar
- Tupolev Tu-124
- Tupolev Tu-134
- Vickers VC.1 Viking
- Vickers Viscount

Certains de ces avions sont actuellement toujours exploités.
À l’époque des A300 avaient été commandés à l’avionneur européen Airbus, mais à cause de l’embargo, ils ne furent jamais livrés. Airbus annonce avoir entrepris, via son chef des ventes John Leahy, des discussions avec la compagnie à propos des avions jamais livrés.

### Actuelle

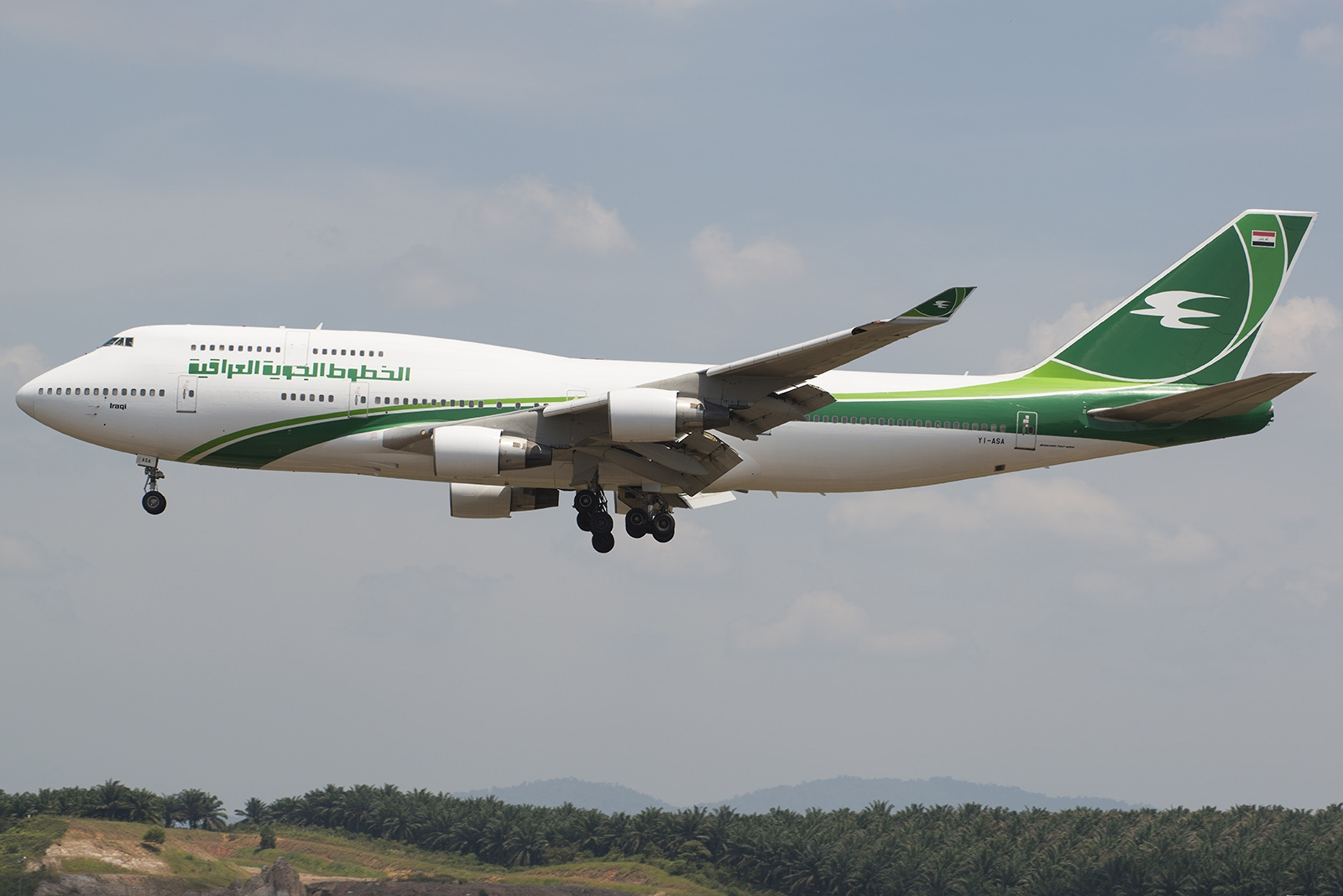
Boeing 747-400 de la compagnie.

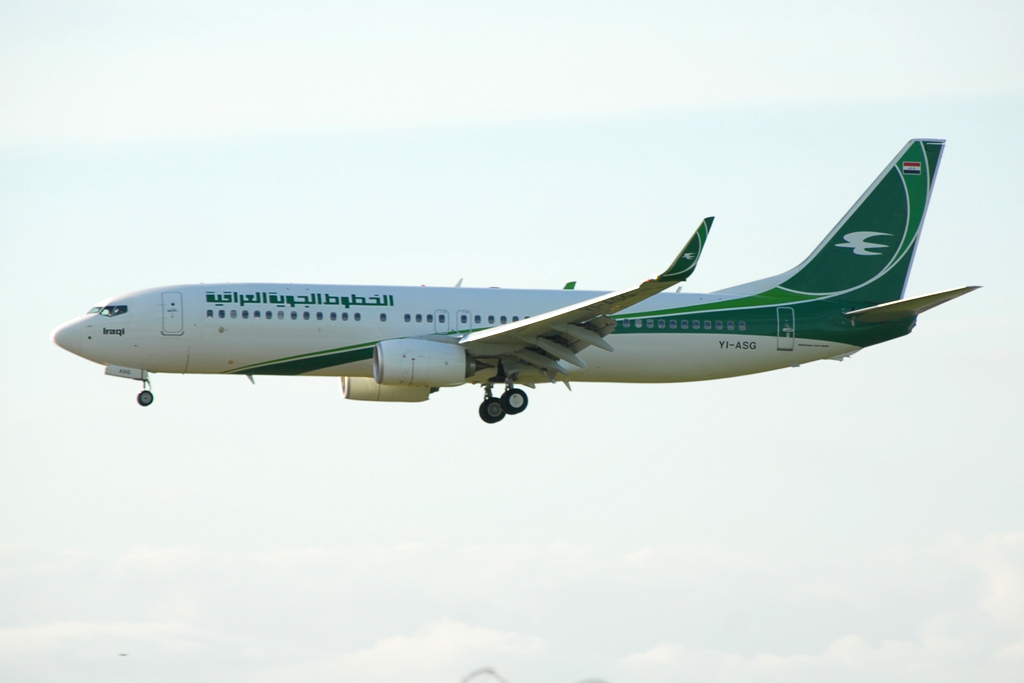
Boeing 737-800 d'Iraqi Airways.

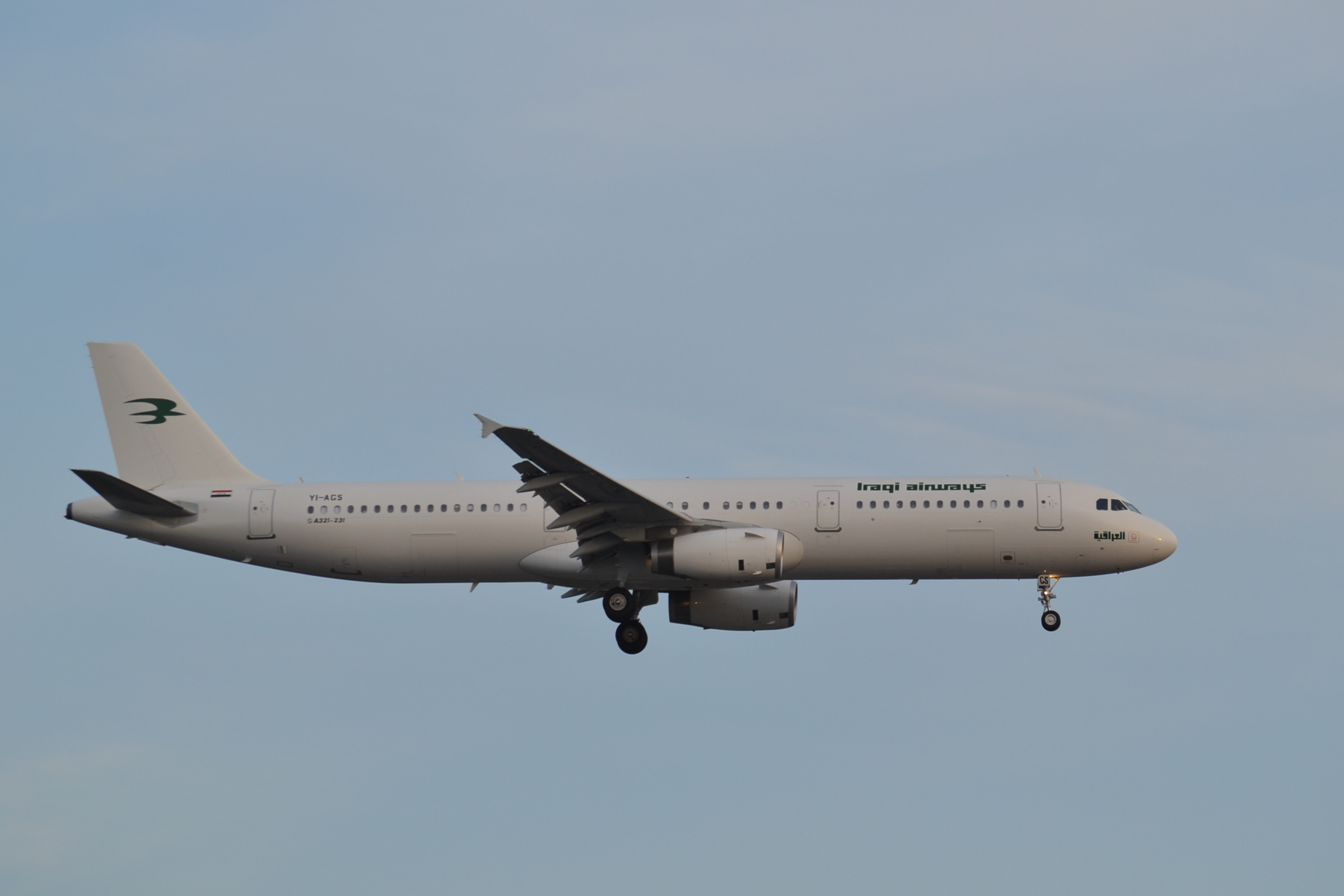
Airbus A321 de la compagnie.

La flotte d'Iraqi Airways se compose en janvier 2023 des avions suivants :
Le code client d'Iraqi Airways auprès de Boeing est 70, ce qui signifie que tous les avions commandés par la compagnie à l’avionneur auront 70 en elle. Par exemple, les 737-800 qui sont en commande seront des “Boeing 737-870”, ainsi de suite.